# Racenaeschna angustistrigis
Racenaeschna angustistrigis är en trollsländeart som beskrevs av Philip Powell Calvert 1958. Racenaeschna angustistrigis ingår i släktet Racenaeschna och familjen mosaiktrollsländor. Inga underarter finns listade i Catalogue of Life.